# Dinkelland
Dinkelland (anhörenⓘ) ist eine Gemeinde der Provinz Overijssel in den Niederlanden. Sie entstand am 1. Januar 2001 aus dem Zusammenschluss der Gemeinden Denekamp, Ootmarsum und Weerselo, zunächst als Gemeinde Denekamp, am 1. Juni 2002 erfolgte die umbenennung in Dinkelland. Sie hat 26.727 Einwohner (Stand 1. Januar 2025). Ihre Gesamtfläche beträgt 176,83 km².

## Orte
- Denekamp (Sitz der Gemeindeverwaltung)
- Ootmarsum
- Weerselo
- Rossum (nicht zu verwechseln mit Rossum bei ’s-Hertogenbosch)
- Saasveld
- Deurningen
- Noord Deurningen
- Oud Ootmarsum
- Lattrop
- Tilligte
- ’t Stift

## Lage und Wirtschaft
Die Gemeinde bildet den nordöstlichen Teil der Region Twente. Sie grenzt an die niedersächsischen Gemeinden Nordhorn, Lage und Neuenhaus in der Grafschaft Bentheim.
Denekamp liegt auf halbem Wege zwischen Oldenzaal und Nordhorn.
Die Bevölkerung lebt vom Tourismus und von der Landwirtschaft (Viehhaltung). In Denekamp leben auch Pendler, die in Oldenzaal arbeiten.

## Geschichte

### Denekamp
Denekamp wurde in einem Kirchenregister von 1276 Demnichem genannt und erstmals als selbständige Pfarrgemeinde mit eigener Kirche und eigenem Pastor erwähnt. Aus der ursprünglichen ersten Kirche entwickelte sich, nach Erweiterungen um 1350 und vor 1436, die aus Bentheimer Sandstein im frühgotischen Stil erbaute St.-Nikolaus-Kirche, die bis in das 20. Jahrhundert teilweise wesentliche Erweiterungen erfuhr, so 1911 die Erweiterung um einen großen Kuppelbau.
Bis 1818 gehörte Denekamp zusammen mit den Kirchspielen Ootmarsum und Tubbergen zum Schultamt Ootmarsum, wurde dann zusammen mit den Dörfern Agelo, Breklenkamp, Nutter, Oud Ootmarsum und Lattrop zur Gemeinde. 1949 wurden im Rahmen der Nachkriegs-Grenzkorrekturen kleinere deutsche Grundgebiete dem Gemeindegebiet der Gemeinde Denekamp zugeschlagen. Bei den Korrekturen handelte es sich um 0,03 km² entlang des Nordhorn-Almelo-Kanals für die Wasserwirtschaft von der Rammelbecke und für die Zollkontrolle auf dem Grensweg. In den 1990er Jahren verlor die Gemeinde einen Teil der Bauerschaft Klein Angelo an die Gemeinde Ootmarsum. Am 1. Januar 2001 schlossen sich die Gemeinden Denekamp, Ootmarsum und Weerselo zu einer neuen Gemeinde zusammen, die bis 31. Mai 2002 den Namen Gemeinde Denekamp trug und am 1. Juni 2002 den Namen Gemeinde Dinkelland erhielt.

### Ootmarsum
Ootmarsum, im Mittelalter Othmarsheim genannt, soll 126 n. Chr. von einem legendären König Othmar oder Ottmar gegründet worden sein. Fest steht, dass das Städtchen schon zur Zeit der Ottonen bestand und ein großes Kirchspiel bildete. Um 1300 erhielt Ootmarsum vom Utrechter Bischof das Stadtrecht, es wurde bald ummauert und zu einer kleinen Festung. Es lag an der Kreuzung zweier Handelswege, von denen einer von Flandern nach Bremen verlief.
Nachdem im Achtzigjährigen Krieg Moritz von Nassau die Stadt 1602 für die protestantischen Niederlande erobert hatte, wurden die Befestigungen geschleift. Es verfiel zu einem unbedeutenden Ort, da die Entwicklung von Verkehr und Industrie anderswo stattfand. Um 1900 wurde der Ort als malerisches Stadtbild anerkannt und es kam etwas Tourismus auf. Das Zentrum wurde in den 1980er Jahren restauriert.

### Weerselo
Weerselo entstand um ein altes Kloster und wurde im 14. Jahrhundert mehrmals von Raubrittern heimgesucht. Sie lebten in Saasveld auf dem 1818 abgerissenen Schloss Saterslo.

## Politik
Im Jahr 2022 konnte die Lokalpartei Lokaal Dinkelland zum dritten Mal eine Kommunalwahl in Dinkelland gewinnen. Dabei erreichte sie etwa ein Drittel an Stimmanteil sowie acht der insgesamt 21 zu vergebenen Sitze im Gemeinderat.

### Gemeinderat
Seit der Gründung von Dinkelland liegen folgende Sitzverteilungen im Gemeinderat von Dinkelland vor:
| Partei                      | Sitze | Sitze | Sitze | Sitze | Sitze | Sitze |
| Partei                      | 2000  | 2006  | 2010  | 2014  | 2018  | 2022  |
| --------------------------- | ----- | ----- | ----- | ----- | ----- | ----- |
| Lokaal Dinkelland a         | –     | 7     | 12    | 10    | 7     | 8     |
| CDA                         | 13    | 9     | 6     | 7     | 8     | 7     |
| VVD                         | 2     | 2     | 2     | 2     | 3     | 3     |
| PvdA                        | 1     | 3     | 1     | 1     | 1     | 2     |
| GroenLinks                  | –     | –     | –     | –     | 1     | 2     |
| Burgerbelangen Dinkelland   | –     | –     | –     | –     | –     | 1     |
| D66                         | –     | –     | –     | 1     | 1     | –     |
| We doen wat we zeggen       | –     | –     | 0     | 0     | –     | –     |
| Demokraties Denekamp a      | 2     | –     | –     | –     | –     | –     |
| Lokale Demokraten a         | 2     | –     | –     | –     | –     | –     |
| Gemeentebelangen Weerselo a | 1     | –     | –     | –     | –     | –     |
| Gesamt                      | 21    | 21    | 21    | 21    | 21    | 21    |

Anmerkungen

## Sehenswürdigkeiten
Das Zentrum von Ootmarsum mit seiner Kirche und den winkeligen Gässchen wurde in den 1980er Jahren restauriert. Das dort gelegene Freilichtmuseum Los Hoes, das versucht, von den alten niederdeutschen Hallenhaus-Bauernhöfen der Gegend ein Bild zu vermitteln, wurde 2004 durch Brandstiftung schwer beschädigt; am 23. März 2005 wurde es nach Restaurierung wieder eröffnet. Westlich von Ootmarsum, wo auch typische Weihnachts- und Osterbräuche erhalten blieben, liegt ein Hügel, der einen Fernblick auf das Städtchen ermöglicht.
Westlich von Denekamp liegt am Fluss Dinkel (Vechte) das aus dem 17./18. Jahrhundert stammende Schloss Singraven. Es kann mit einer Führung im Sommer einige Male in der Woche besichtigt werden und beherbergt viel antikes Mobiliar. Beim Schloss, in einer alten Wassermühle, gibt es ein Restaurant. Diese doppelte Wassermühle wurde bereits im 17. Jahrhundert von Meindert Hobbema gemalt. Das berühmte Bild dieser Mühle hängt im Louvre in Paris.
In Denekamp gibt es das älteste regionale Naturkundemuseum der Niederlande. Das provinziale naturhistorische Museum Natura Docet (deutsch: Die Natur lehrt) wurde 1911 durch Meester Bernard Bernink gegründet und wird heute durch eine Stiftung betrieben. Eine enge Kooperation besteht mit dem Tierpark Nordhorn.
In Weerselo gibt es das Viertel Het Stift (ein ehemaliges Stift) mit Häuschen aus dem 18. Jahrhundert und alten Bäumen. Die Stiftskirche ist das einzige Überbleibsel eines Benediktinerklosters aus dem 12. Jahrhundert. Jeden Samstag wird hier ein Antiquitätenmarkt gehalten.
Die Gemeinde wird vom stark mäandernden Flüsschen Dinkel durchquert, dort münden einige kleine Bäche. Es gibt in Dinkelland viele kleine Wälder. Es ist eines der wenigen Gebiete in den Niederlanden, wo noch in Fachwerk gebaute Bauernhöfe (aus dem 18. und 19. Jahrhundert) stehen.

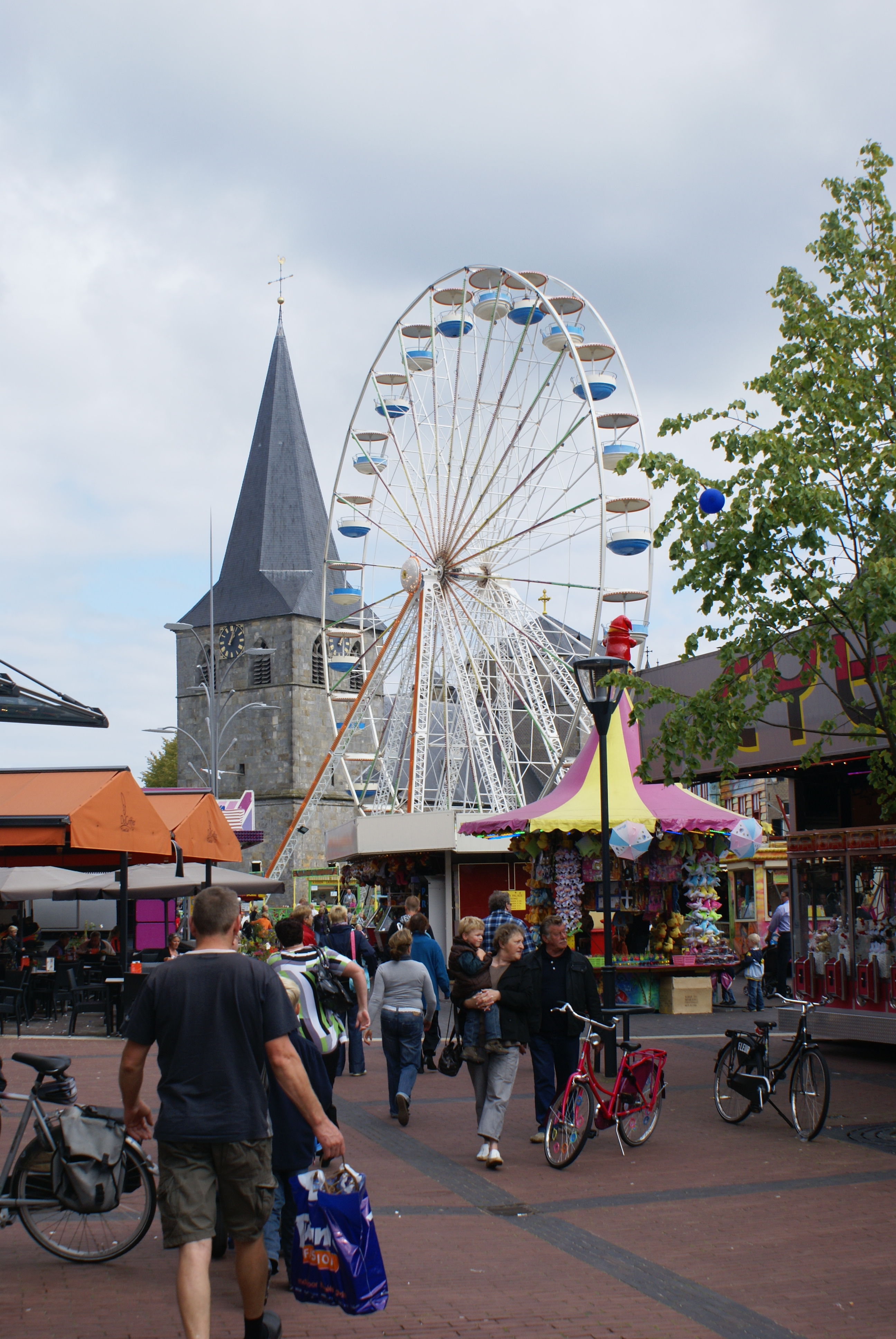
Denekamp, de Sint Nicolaaskerk
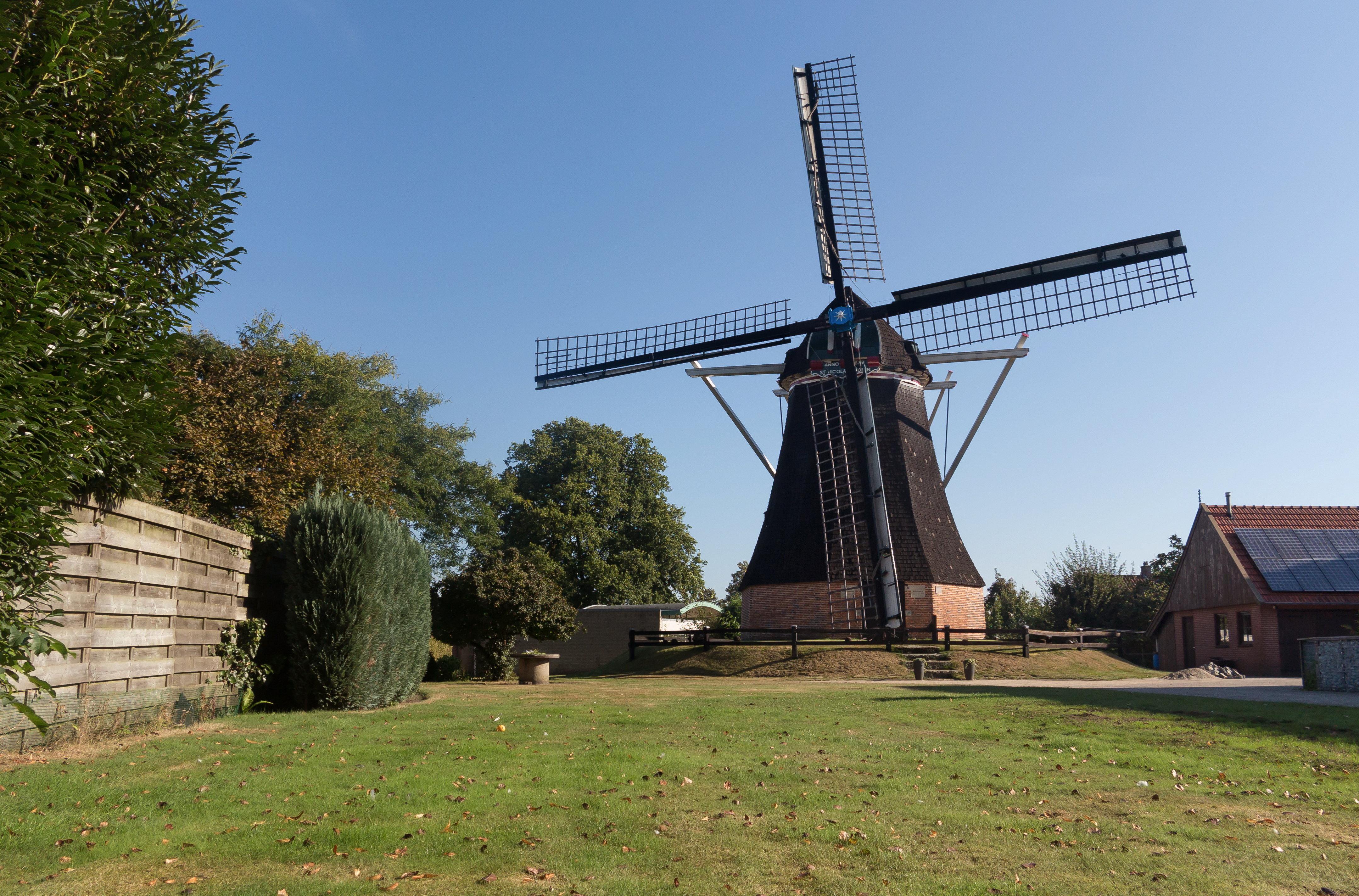
Denekamp, Mühle: de Sint Nicolaasmolen
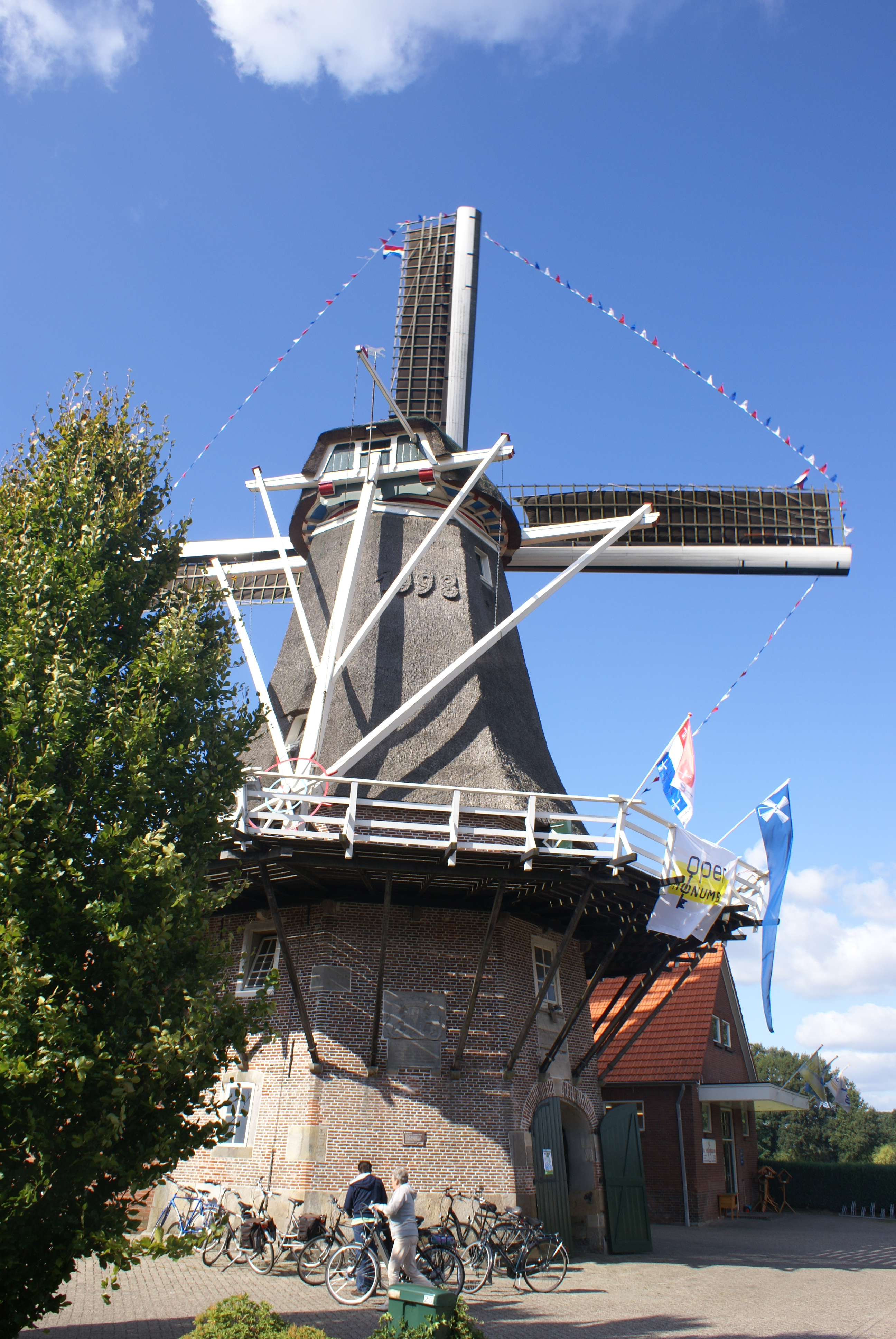
Denekamp, Windmühle: Borgelinkmolen
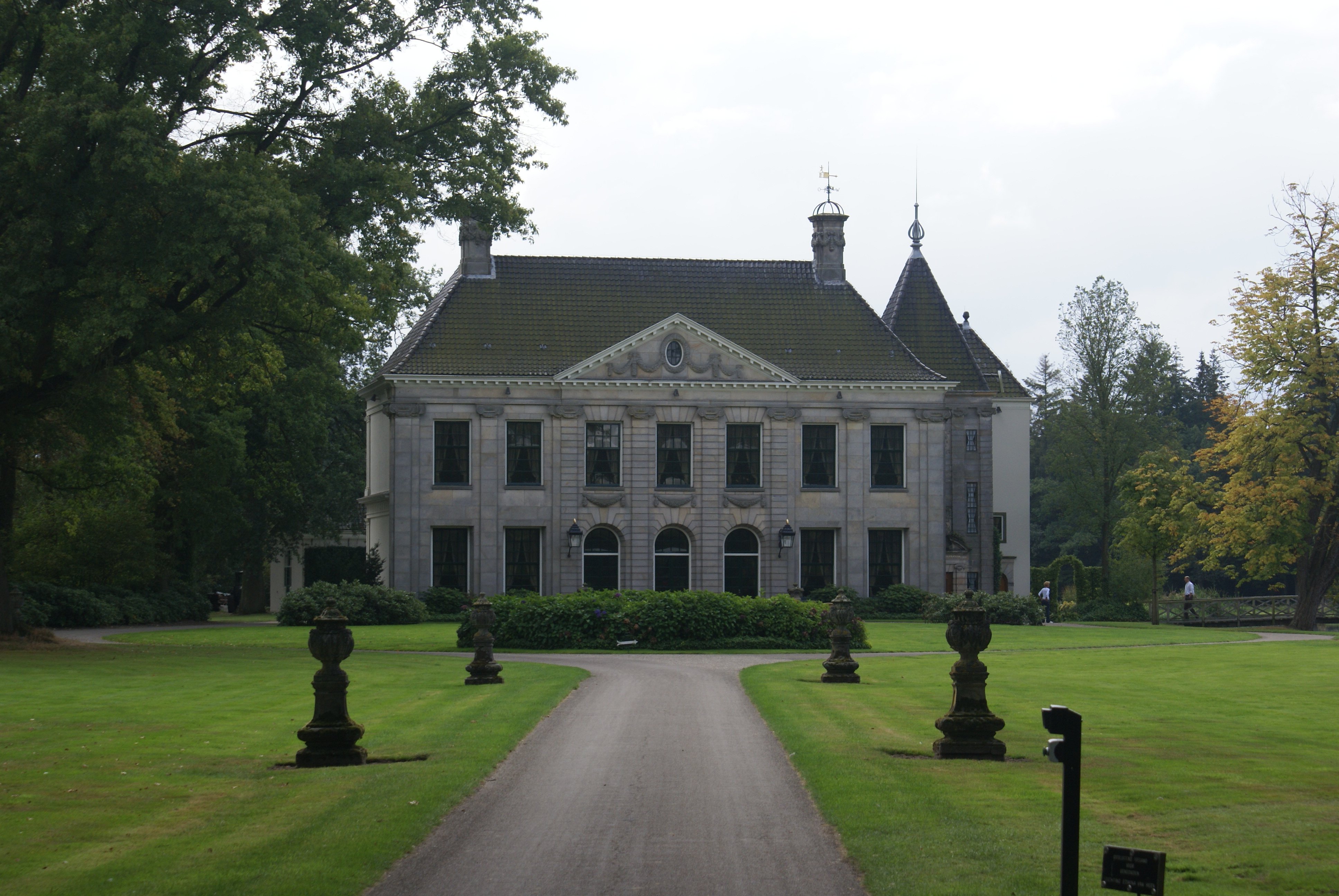
Denekamp, Landgut Singraven
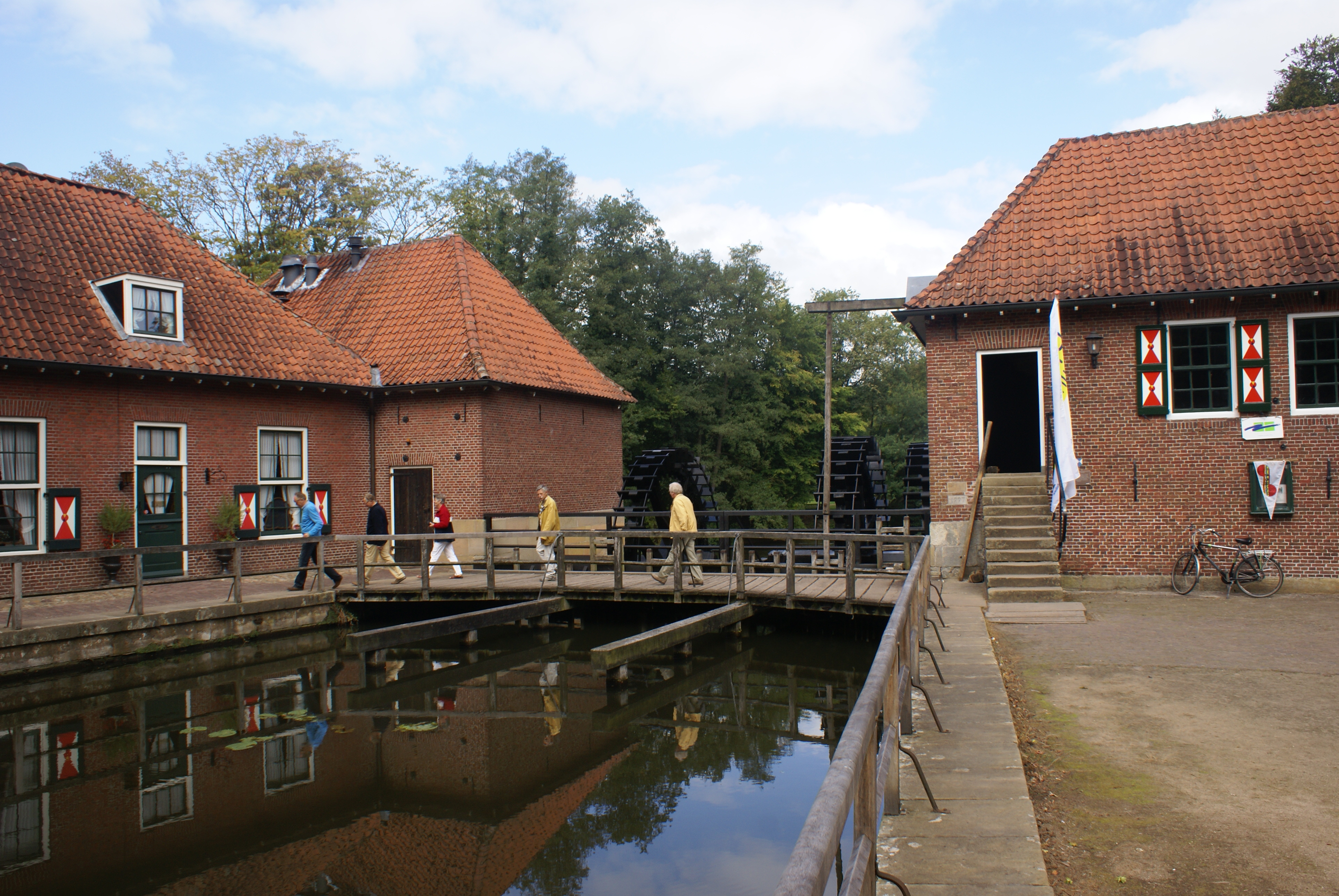
Wassermühle Singraven
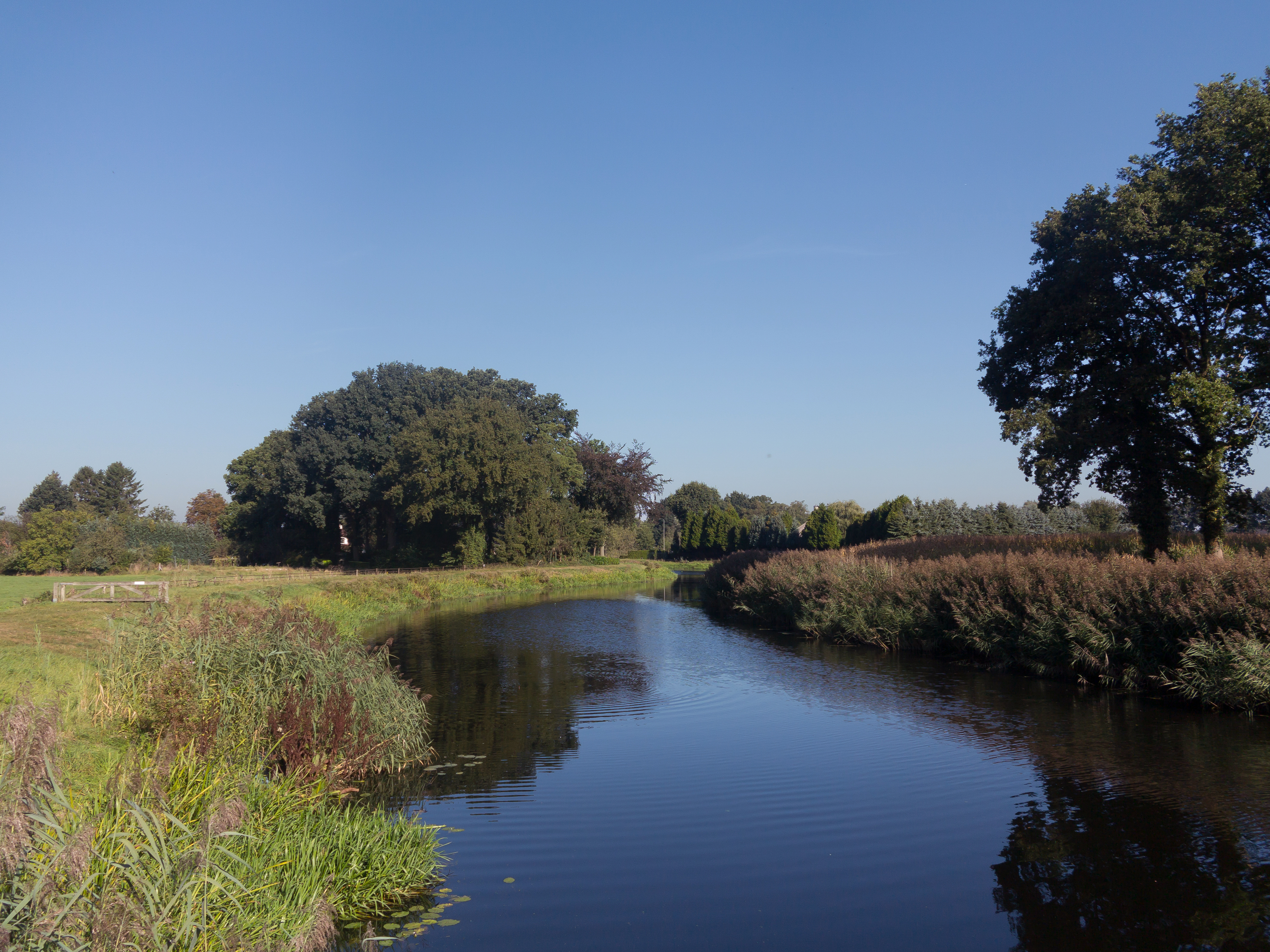
Denekamp, der Nordhorn-Almelo-Kanal
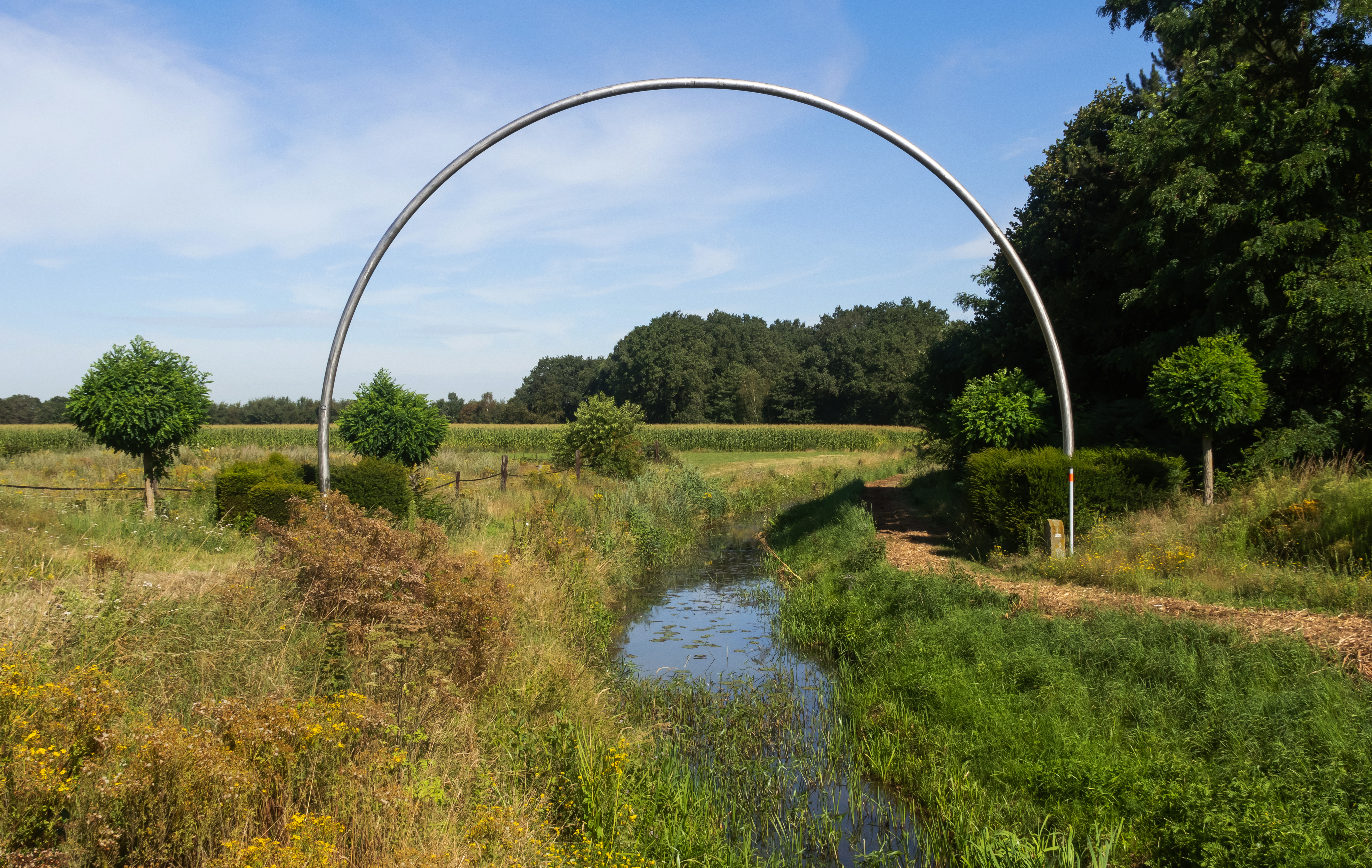
Bach, die Grenze zu Deutschland

## Söhne und Töchter der Gemeinde
- Johan Barthold Jongkind (1819–1891), Maler
- Willem Hendrik Dingeldein (1894–1953), Natur- und Regionalhistoriker
- Piet Stalmeier (1912–1990), Musiker
- Ton Schulten (* 1938), Maler
- Roméo Dallaire (* 1946), kanadischer General
- Hennie Kuiper (* 1949), Radrennfahrer
- Herman Snoeijink (* 1951), Radrennfahrer
- Marga Bult (* 1956), Sängerin und Fernsehmoderatorin
- Tanja Nijmeijer (* 1978), Mitglied der kolumbianischen Guerilla-Organisation FARC
- Tom Veelers (* 1984), Radrennfahrer
- Joey van Ingen (* 1990), Hardstyle-DJ